# Русские в Индии
Русские в Индии — небольшая, но узнаваемая часть русской диаспоры в Индии, которая включает в себя граждан Индии русской национальности, а также российских экспатриантов и мигрантов, проживающих в Индии. Большинство из них проживают в штате Гоа.

## Русские в Гоа

### Иммигранты
В целом наблюдается тёплое отношение индийцев к России и русским из-за сильных исторических дружественных отношений Индии с СССР.
Штат Гоа стал домом для многих русских в последние несколько лет. Многие молодые русские, недовольные городской жизнью (Дауншифтинг), направляются в Гоа в поисках своего внутреннего мира. Массовое бегство русских в Гоа стало тенденцией, и многие из них собираются остаться там навсегда. Дешёвые ежедневные чартерные рейсы теперь несут тысячи русских в бывшие португальские колонии, которые известны своими пляжами и непринуждённой атмосферой. Многие русские создали бизнес в Гоа. Многие владельцы пляжей и ресторанов размещают вывески на английском и русском языках, чтобы привлечь русских клиентов.
Деревню Морджим местные жители окрестили «Маленькой Россией» из-за большого числа русских, проживающих там. Член партии Индийский национальный конгресс Шантарам Наик осудил присутствие российских туристов, апеллируя к их грубости, публичной наготе и преступлениям, включая нападения и ведение бизнеса с нарушением Закона об управлении иностранной валютой.

### Туристы
Из-за открытости российской экономики всё больше и больше россиян едут в Индию. Одним из любимейших мест является Гоа. По оценкам, 3500 россиян отдыхают на берегах Гоа каждые десять дней в туристический сезон.

### Русская мафия
Россияне сталкиваются с негативной реакцией в Гоа: их обвиняют в участии в ОПГ, незаконных сделках с землёй и даже в «развращении умов» местных жителей штата, также говорилось о нескольких нападениях на них. Российская мафия в Гоа в основном участвует в сделках с недвижимостью, торговле наркотиками и секс-торговле. Гоа в настоящее время является самым излюбленным местом мафии из-за плохой организации работы полиции и администрации.
Мафия покупает огромные участки земли в Гоа, Дели, Махараштре через компании, которые создают базы для торговли оружием и наркотиками, миллионы долларов идут на поддержку рептильной прессы. Молодые русские, югославские и румынские девушки, иногда несовершеннолетние, в настоящее время эксплуатируются в Гоа мафией для предоставления коммерческих секс-услуг. Есть опасения, что российская мафия может предоставлять убежища для международных преступников и террористов.
Многие порно-сайты проросли из Морджим, такие как «Sexy Goa», который был там зарегистрирован. На сайте размещены данные в основном русских и девушек из других славянских стран.
CNN-IBN обвинил бывшего мэра города и министра градостроительства Бабуша Монсеррата (англ. Babush Monserrate) в связях с русской мафией.

## Другие части Индии

### Карнатака
Многие русские учёные и специалисты в области космоса работают в Индийской организации космических исследований в Бангалоре, где оказывают помощь в разработке ровера для Чандраян-2, а также участвуют в Индийской пилотируемой миссии.

### Керала
Многие российские космические учёные и специалисты работают в космическом центре Викрам Сарабхаи в городе Тривандрам.

### Махараштра
В городе Мумбаи в настоящее время насчитывается менее 100 русских большинство из них бизнесмены, инженеры и техники, делегированные для поддержки российского производства техники в различных частях города. Многие российские девушки в настоящее время работают в качестве танцоров в Болливудских фильмах. Некоторые из них также работают в сфере эскорта для богатых индийских бизнесменов, предоставляя им сексуальные услуги и работают проститутками, притворяясь моделями, в больших индийских городах.

### Тамилнад
Существует небольшая русская диаспора в штате Тамилнад, состоящая в основном из учёных и студентов. Существует Культурный центр России, находящийся в городе Ченнаи. В Учебно-научном институте Dr. M.G.R. учится ряд российских студентов-медиков по программам обмена со Ставропольским государственным медицинским университетом. Около 40 российских учёных работают на АЭС Куданкулам и многие из них живут со своими семьями, получив жильё в Тирунелвели. На сегодняшний день довольно много русских обучаются тамильскому языку, посещают семинары и лекции в Тамилнаде.

## Институты поддержки
Поддержку соотечественникам из России оказывают общества и клубы в Дели, Мумбаи, Ченнаи, Калькутте. В 2004 году в Дели была основана Ассоциация российских соотечественников. Продвижение и популяризацию русской культуры и русского языка проводит одно из старейших зарубежных отделений Россотрудничества — Российский центр науки и культуры (с 2021 года — «Русский дом») в Дели, основанный в 1965 году и имеющий региональные отделения в Мумбаи, Калькутте, Ченнаи и Тривандруме. В Нью-Дели расположена штаб-квартира Индийской ассоциации преподавателей русского языка и литературы.